# 플래니테리엄
《플래니테리엄》(Planetarium)은 미국에서 제작된 레베카 즐로토브스키 감독의 2016년 드라마, 판타지, 미스터리 영화이다. 나탈리 포트만 등이 주연으로 출연하였고 프레더릭 주브 등이 제작에 참여하였다. 이 영화는 2016년 11월 16일 Ad Vitam Distribution에 의해 개봉되었다.

## 출연

### 주연
- 나탈리 포트만
- 릴리 로즈 멜로디 뎁

### 조연
- 엠마뉴엘 샐린저
- 루이 가렐
- 아미라 카서
- 데이비드 베넨
- 다미앙 샤펠
- 제르지 로굴스키

## 기타
- 공동제작: 장 피에르 다르덴
- 공동제작: 뤽 다르덴
- 공동제작: 그레고아르 멜린
- 음향: 알렉시스 플레이스
- 사운드슈퍼바이저: 알렉시스 플레이스
- 미술: 카샤 비스콥
- 세트: 베누아 뷔탄
- 시각효과: 위그 나뮈르
- 의상: 아나이스 로망
- 배역: 필립 엘쿠비